# Relaciones Bahamas-México
La Mancomunidad de las Bahamas y los Estados Unidos Mexicanos establecieron relaciones diplomáticas en 1974. Ambas naciones son miembros de la Asociación de Estados del Caribe, Comunidad de Estados Latinoamericanos y Caribeños, Naciones Unidas y la Organización de los Estados Americanos.

## Historia
Las Bahamas y México establecieron relaciones diplomáticas el 24 de enero de 1974. Las relaciones entre ambas naciones son limitadas y han tenido lugar principalmente en foros multilaterales. En mayo de 1992, el Secretario de Relaciones Exteriores de México, Fernando Solana, realizó una visita a las Bahamas para asistir a la 22.ª Asamblea General de la Organización de los Estados Americanos. En julio de 2001, el presidente de México Vicente Fox realizó una visita a Nasáu para asistir a la cumbre de la Comunidad del Caribe. En 2002, el primer ministro de las Bahamas Hubert Ingraham realizó una visita a México para asistir al Consenso de Monterrey en la ciudad mexicana de Monterrey.
En abril de 2014, el primer ministro de las Bahamas Perry Christie realizó una visita a Mérida, México, para asistir a la cumbre de la Comunidad del Caribe. Mientras estaba en México, el primer ministro Christie se reunió con el presidente mexicano Enrique Peña Nieto y ambos líderes discutieron su deseo de avanzar en las relaciones entre ambas naciones dada su conexión caribeña y su asociación permanente tanto en el contexto bilateral como multilateral.
En junio de 2017, el ministro de Relaciones Exteriores de las Bahamas, Darren Henfield, realizó una visita a Cancún para asistir a la 47.ª Asamblea General de la Organización de los Estados Americanos.
En 2024, ambas naciones celebraron 50 años de relaciones diplomáticas.

## Visitas de alto nivel

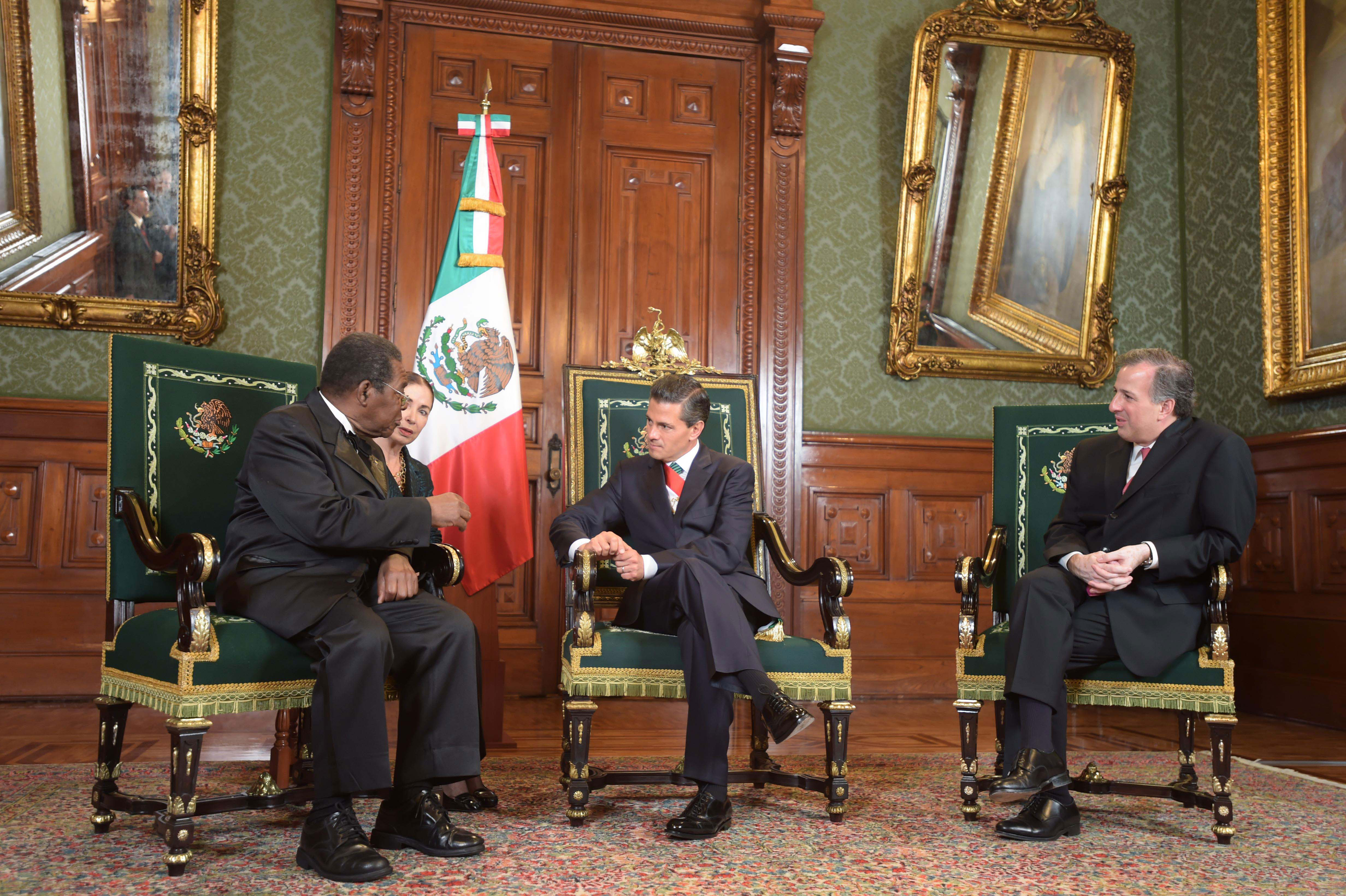
El embajador de las Bahamas no-residente, Eugene Glenwood Newry, con el presidente mexicano Enrique Peña Nieto en la Ciudad de México; junio de 2015.

Visitas de alto nivel de las Bahamas a México
- Primer ministro Hubert Ingraham (2002)
- Ministro del Medio Ambiente Earl Deveaux  (2010)
- Primer ministro Perry Christie (2014)
- Ministro de Relaciones Exteriores Darren Henfield (2017)

Visitas de alto nivel de México a las Bahamas
- Secretario de Relaciones Exteriores Fernando Solana (1992)
- Presidente Vicente Fox (2001)

## Acuerdos bilaterales
Ambas naciones han firmado algunos acuerdos bilaterales como un Acuerdo de Cooperación Científica y Técnica (1992); Acuerdo para el intercambio de información sobre asuntos fiscales (2010); y un Acuerdo sobre la eliminación de visas para titulares de pasaportes ordinarios (2010). Cada año, el gobierno mexicano ofrece becas para ciudadanos de las Bahamas para estudiar estudios de posgrado en instituciones mexicanas de educación superior.

## Comercio
En 2023, el comercio entre las Bahamas y México ascendió a $53 millones de dólares. Las principales exportaciones de las Bahamas a México incluyen: petróleo y chatarra. Las principales exportaciones de México a las Bahamas incluyen: vehículos de motor, alcohol, refrigeradores, cemento y productos químicos.
La empresa mexicana multinacional Cemex opera en las Bahamas.

## Misiones diplomáticas
- Bahamas está acreditado a México a través de su embajada en Washington D. C., Estados Unidos.[12]
- México está acreditado a las Bahamas a través de su embajada en Kingston, Jamaica y mantiene un consulado honorario en Nasáu.[13]